# David Geffen
David Lawrence Geffen (ur. 21 lutego 1943 w Nowym Jorku) – amerykański producent muzyczny, filmowy i teatralny oraz filantrop. Założyciel wytwórni płytowych Asylum Records, Geffen Records i DGC Records oraz wytwórni filmowych, Geffen Pictures i DreamWorks. 
We wrześniu 2014 magazyn „Forbes” oszacował jego majątek na 6,9 miliarda dolarów, co uczyniło go 211. najbogatszą osobą na świecie.

## Życiorys
Urodził się w Borough Park, południowo-zachodniej części Brooklynu, w Nowym Jorku w rodzinie żydowskiej o korzeniach polsko-ukraińskich jako syn Batyi (1909—1988; z domu Volovskaya) Geffen i Abrahama Geffena. Ojciec pracował jako telegrafista w Western Union. Rodzice poznali się w Palestynie i po ślubie prowadzili razem sklep odzieżowy w Borough Park o nazwie Chic Corsets Geffen. W 1960 ukończył New Utrecht High School. W szkole miał problemy z dysleksją. Uczęszczał przez semestr na Uniwersytet Teksański w Austin, a następnie uczył się w Brooklyn College przy City University of New York. Następnie przeniósł się do Los Angeles w Kalifornii, aby znaleźć drogę do branży rozrywkowej. Przez jakiś czas uczęszczał do Santa Monica College (wówczas znanego jako Santa Monica City College) w Santa Monica w Kalifornii. 
Po epizodzie w filmie The Explosive Generation z 1961, Geffen rozpoczął swoją karierę rozrywkową w biurze pocztowym w William Morris Agency (WMA), gdzie szybko stał się agentem talentów. Kiedy Geffen był zaangażowany w proces poszukiwania rekordowej umowy dla młodego Jacksona Browne, założyciel Atlantic Records – Ahmet Ertegün – zasugerował, aby Geffen założył własną wytwórnię płytową. Podpisał umowę z takimi artystami jak Eagles, Joni Mitchell, Bob Dylan, Tom Waits, Linda Ronstadt i Warren Zevon. Asylum został później przejęty przez firmę macierzystą Atlantic, Warner Communications, i w 1972 połączył się z Elektra Records, by stać się Elektra / Asylum Records.
Geffen pozostawał u władzy do grudnia 1975, kiedy rozpoczął pracę jako wiceprezes studia filmowego Warner Bros.. W 1980 założył Geffen Records i zatrudnił Eda Rosenblatta na stanowisko prezesa Warner Bros. Records. Błyskawiczny wzrost znaczenia marki Geffen w ciągu roku okazał się słodko-gorzkim sukcesem. Pierwszym artystą Geffena, który podpisał kontrakt, była Donna Summer, która pragnęła opuścić Casablanca / PolyGram Records. Geffen niedługo potem wydał jej album The Wanderer, którego główny singiel osiągnął 3. miejsce na liście Billboardu Hot 100, a album stał się złotą płytą. Casablanca przeciwstawiła się, wydając więcej singli z albumu Bad Girls z 1979, takiego jak piosenka „Walk Away” i podobna kompilacja hitów, aby konkurować, ale do tego czasu dominowała nowa fala.
W czerwcu 1980 roku założył wytwórnię filmową Geffen Pictures po zwerbowaniu Erica Eisnera na stanowisko prezesa i rozprowadzał swoje filmy przez Warner Bros. Pictures.
Wytwórnia wyprodukowała czarne komedie, takie jak Ryzykowny interes (1983), Krwiożercza roślina (Little Shop of Horrors, 1986) i Sok z żuka (1988).
W listopadzie 1980 wydał album Johna Lennona Double Fantasy. Yoko Ono, żona Lennona twierdziła, że Geffen był jedyną osobą, która zwracała na nią uwagę. W grudniu 1980 Lennon został zamordowany, a Double Fantasy stał się wielkim hitem na rynku. Z biegiem lat Geffen Records / DGC stał się znany jako wytwórnia, wydając utwory takich wykonawców jak Olivia Newton-John, Asia ze Steve Howe i Johnem Wettonem, Elton John, Cher, Sonic Youth, Sonic Youth, XTC, Peter Gabriel, Blink-182, Guns N’ Roses, Nirvana, Lifehouse, Pat Metheny, The Stone Roses, Neil Young i Whitesnake. Etykieta została rozprowadzona przez Warner Bros. Records od momentu jej powstania, ale w 1990 wytwórnia została sprzedana MCA Records. W 1999 powstał Universal Music Group.
Geffen był producentem musicali na Broadwayu: Dreamgirls i Koty. W 1994 wspólnie ze Stevenem Spielbergiem i Jeffreyem Katzenbergiem założył wytwórnię filmową DreamWorks.
W 1992 ujawnił się w mediach jako gej.